# Бериксоподобни
Бериксоподобните (Beryciformes) са разред животни от клас Актиноптери (Actinopteri).
Таксонът е описан за пръв път от Чарлз Тейт Риган през 1909 година.

## Семейства
Подразред Berycoidei
- Berycidae – Бериксови

Подразред Holocentroidei
- Holocentridae – Холоцентрови

Подразред Trachichthyoidei
- Anomalopidae
- Diretmidae
- Monocentridae
- Trachichthyidae